# أم سياف
نسرين أسعد إبراهيم، والمعروفة بالاسم الحركي أم سياف، هي أرملة أبو سياف التونسي. تم القبض عليها في مايو 2015 على يد جنود وحدة دلتا الأمريكية خلال العملية التي قُتل فيها زوجها، المشتبه بأنه قائد في تنظيم الدولة الإسلامية.
خلال العملية، وردت تقارير عن إنقاذ جنود وحدة دلتا لامرأة يزيدية شابة كانت محتجزة كعبدة من قبل الزوجين. وصرحت المتحدثة باسم مجلس الأمن القومي برناديت ميهان: «نشتبه في أن أم سياف عضو في تنظيم الدولة الإسلامية، وقد لعبت دورًا مهمًا في أنشطة التنظيم الإرهابية، وقد تكون متواطئة في استعباد المرأة الشابة التي تم إنقاذها الليلة الماضية».
ويُعتقد أن أم سياف من أصل عراقي.
وتشير التقارير الأولية إلى أن أم سياف كانت محتجزة لدى القوات الأميركية في العراق. وفي 6 أغسطس 2015، تم تسليمها إلى السلطات الكردية في أربيل. أشار جيمس غوردون ميك من شبكة إيه بي سي نيوز إلى أن بعض المدعين العامين الأمريكيين أرادوا محاكمتها في النظام القضائي الأمريكي. ووصفوا النظام القضائي الكردي بأنه "معروف بالعدالة السريعة."
ووفقًا لجون كنيفل، مراسل الجزيرة، اتهم المنتقدون القانونيون إدارة أوباما لافتقارها للشفافية بشأن مبررات احتجاز أم سياف. وقال: «إن سرية الإدارة بشأن ظروف اعتقالها قد دفعت بعض المحامين والمحللين القانونيين لطرح تساؤلات حول الحقوق والحماية التي تُمنح لها، وما هي الإرشادات السياسية التي ستحكم معاملة المحتجزين الجدد في ما يسميه البعض الآن الحرب الأبدية».
أفادت عائلة الرهينة الأمريكية كايلا مولر أن ابنتهم كانت محتجزة من قبل أبو سياف وأم سياف، وتعرضت للاعتداء الجنسي على يد أبو سياف قبل أن تُؤخذ كزوجة وتتعرض للاعتداء الجنسي على يد أبو بكر البغدادي. وكانت الفتيات الإيزيديات اللواتي تم احتجازهن من قبل أبو سياف، ونجحن في الهروب لاحقاً، هن أول من أبلغ عن تعرض مولر للاعتداء الجنسي قبل وفاتها. وقد أظهرت استجوابات لعدة أفراد من قبل مسؤولي الاستخبارات أن البغدادي كان المعتدي الرئيسي على مولر.
في 8 فبراير 2016، وُجهت لأم سياف تهم من قبل المدعين الأمريكيين في فرجينيا بتقديم دعم مادي لمنظمة إرهابية أجنبية مما أدى إلى وفاة شخص. وتحمل التهمة الفيدرالية عقوبة قصوى تصل إلى السجن مدى الحياة.
وفي مايو 2019، أُفيد بأنها كانت تتعاون مع وكالة الاستخبارات الأمريكية والاستخبارات الكردية في البحث عن أبو بكر البغدادي.

## وصلات خارجية
- لأول مرة في أميركا.. دعوى قضائية ضد "أم سياف" مستعبدة الإيزيديات

- أم سياف.. داعشية "خطيرة" تكشف "أسرار" البغدادي
- أرملة وزير نفط داعش كشفت مخابئ البغدادي.. وهذا ما قالته
- واشنطن تسلم السلطات الكردية العراقية أرملة أبو سياف